# 横滨药科大学
横滨药科大学（英語：Yokohama College of Pharmacy）是一座位于日本神奈川县横滨市的私立学校，是日本第一个以中药学科为主，而创立的私立大学。

## 历史
早在1979年前，它的前身都筑第一学园建立。

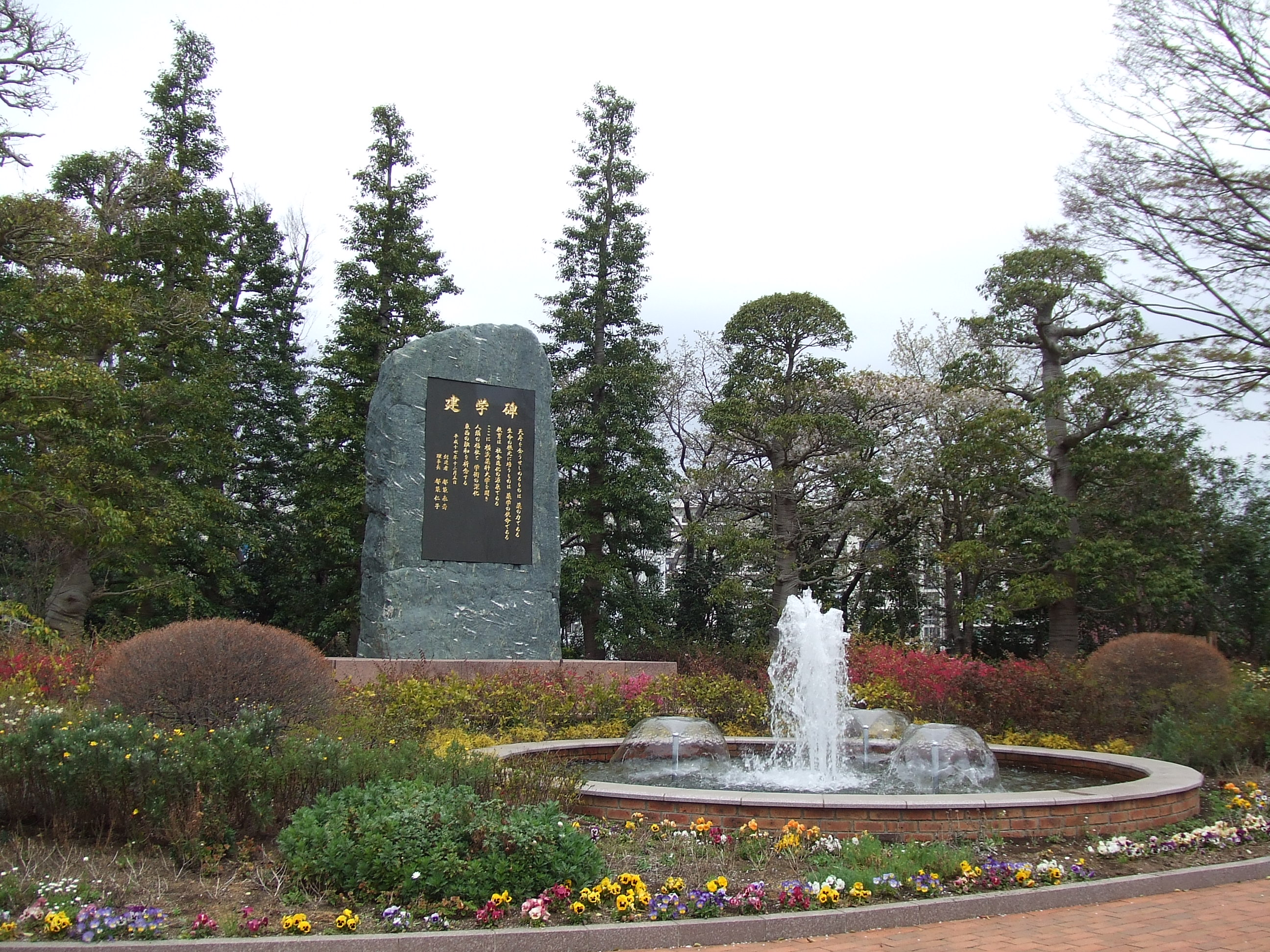
建学碑

在2005年12月通过文部科学省大学审核，于2006年4月正式开学。

## 学部・学科
- 药学部（6年制）
  - 健康药学科（6年制）
  - 汉方药学科（6年制）
  - 临床药学科（6年制）
  - 药科学科（4年制）

## 大学院
- 药学研究科
  - 药学专攻・博士課程（4年制）
    - 入学定员：3名（計12名）

  - 药科学专攻・修士課程（2年制）
    - 入学定员：8名（計16名）